# La Ceiba
La Ceiba (en garífuna: Gumaga) es un municipio y ciudad de la República de Honduras, capital del departamento de Atlántida, además es la Cuarta ciudad más poblada del país, con 222 055 habitantes (2020). Se dice que es ciudad hermana de Tela, en Atlántida.
La Ceiba se ubica en la llanura costera del Caribe. Este limita al norte con el Mar de las Antillas, al sur con el municipio de Olanchito, al este con el municipio de Jutiapa y al oeste con el municipio de El Porvenir.

## Historia

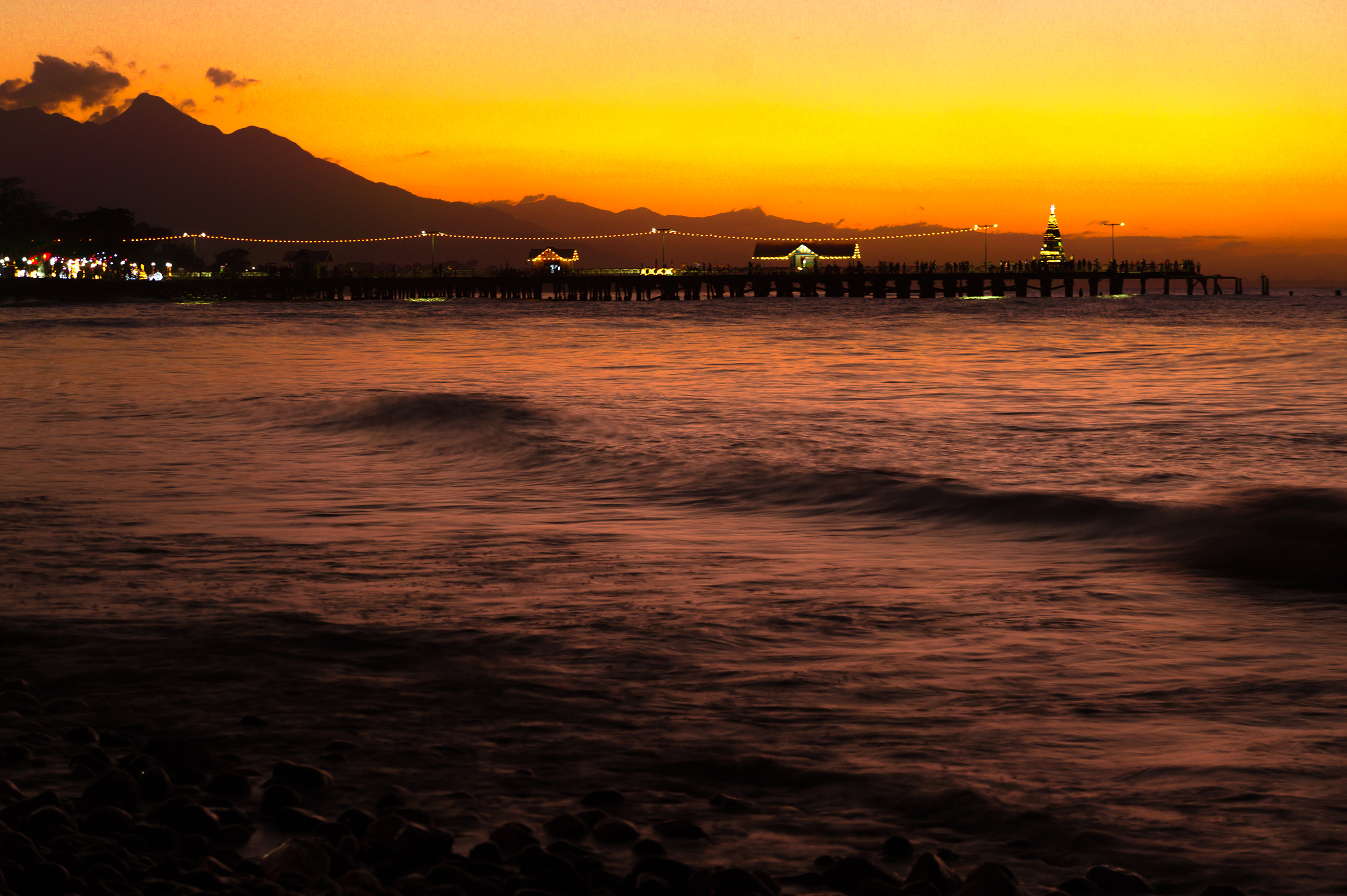
Fotografía tomada el mes de diciembre de 2018

Las primeras personas que habitaron este municipio eran mayormente tolupanes, que se organizaban en tribus. En el siglo XIX, los habitantes de este municipio se concentraron mucho en la actividad bananera. La Ceiba adquirió el título de municipio el 23 de agosto de 1877, su primer alcalde fue el señor Mariano Guiraud, de origen francés.
El nombre de la ciudad se debe a un gigantesco árbol de ceiba que se alzaba a orillas del mar Caribe, lugar donde hoy convergen la principal avenida y la primera calle. La grandeza de este árbol de ceiba era tan impresionante que los primeros pobladores (garífunas provenientes de la isla de San Vicente) aseguraban que era «la escalera que utilizaba Dios cuando bajaba del cielo a visitar la Tierra. De hecho, había tantos árboles de Ceiba, o Ceibon, por lo cual los habitantes se acostumbraron a llamar este lugar «La Ceiba».
La ciudad puerto se comenzó a formar en el año de 1872, cuando el señor Manuel Hernández edificó una choza bajo el descomunal árbol. Alrededor de esta se fueron estableciendo otros vecinos, atraídos por la fuente de riqueza que les ofrecía en ese entonces el cultivo del banano. El comercio de esta fruta atrajo la atención de las grandes compañías bananeras norteamericanas, las cuales comenzaron a establecerse en la ciudad y esta fue poblándose con inmigrantes nacionales y extranjeros. Esto dio lugar a una organización del conglomerado urbano, en el que aún se destaca como zona comercial la Avenida San Isidro. Con los años mejoró la infraestructura de la ciudad pero siempre se mantuvo el casco histórico caribeño con sus amplias calles.
La Ceiba fue declarada municipio el 23 de agosto de 1877, durante el gobierno del Doctor Marco Aurelio Soto, siendo el núcleo del emporio bananero y eje sobre el cual giraba toda la economía regional. Esto llevó al nacimiento de nuevas y más grandes compañías nacionales. En 1902 llegó a calificarse a La Ceiba como el principal puerto de Honduras, gracias a las inversiones y considerarse como una ciudad modelo para el futuro de la nación; también, algunas personas querían destruir los registros de propiedad privada en La Ceiba. El edificio municipal fue incendiado nuevamente el 7 de marzo de 1914 durante más disturbios sociales. Dana Munro, en 1918, escribió lo siguiente sobre La Ceiba: "Lo más prospero de Honduras es la costa norte, La Ceiba es la segunda ciudad en importancia, después de Tegucigalpa; y tiene más comercio exterior que todos los distritos juntos" previamente, al calor de la inversión extranjera, la explotación bananera y la Corporación Municipal trasladó las oficinas más al sur de la ciudad. Fueron quemados nuevamente durante los disturbios de 1924. Poco después se construyó el edificio de oficinas en su ubicación actual, en un terreno donado por Manuel Mejía. Se fundó el Banco Atlántida y tal fue su éxito que en 1930 contaba con sucursales en Tegucigalpa, San Pedro Sula, Puerto Cortés, Tela y Trujillo en el mismo año el periódico El Atlántico era la voz de la costa norte hondureña.

## Demografía
De acuerdo al Instituto Nacional de Estadísticas de Honduras, La Ceiba tiene una población actual (2023) de 232,696 habitantes. De la población total, el 46.9 % son hombres y el 53.1 % son mujeres. Casi el 92.7 % de la población vive en la zona urbana.

## Clima
El clima de La Ceiba está clasificada como el clima ecuatorial lluvioso, que se caracteriza por altas temperaturas y lluvias abundantes. La precipitación anual promedio es 2858 mm y es la segunda más alta para zonas urbanas en Centroamérica, con más de 165,492 habitantes detrás de Colón, Panamá.
| Parámetros climáticos promedio de La Ceiba, Honduras | Parámetros climáticos promedio de La Ceiba, Honduras | Parámetros climáticos promedio de La Ceiba, Honduras | Parámetros climáticos promedio de La Ceiba, Honduras | Parámetros climáticos promedio de La Ceiba, Honduras | Parámetros climáticos promedio de La Ceiba, Honduras | Parámetros climáticos promedio de La Ceiba, Honduras | Parámetros climáticos promedio de La Ceiba, Honduras | Parámetros climáticos promedio de La Ceiba, Honduras | Parámetros climáticos promedio de La Ceiba, Honduras | Parámetros climáticos promedio de La Ceiba, Honduras | Parámetros climáticos promedio de La Ceiba, Honduras | Parámetros climáticos promedio de La Ceiba, Honduras | Parámetros climáticos promedio de La Ceiba, Honduras |
| Época                                                | Ene                                                  | Feb                                                  | Mar                                                  | Abr                                                  | May                                                  | Jun                                                  | Jul                                                  | Ago                                                  | Sep                                                  | Oct                                                  | Nov                                                  | Dic                                                  | Año                                                  |
| ---------------------------------------------------- | ---------------------------------------------------- | ---------------------------------------------------- | ---------------------------------------------------- | ---------------------------------------------------- | ---------------------------------------------------- | ---------------------------------------------------- | ---------------------------------------------------- | ---------------------------------------------------- | ---------------------------------------------------- | ---------------------------------------------------- | ---------------------------------------------------- | ---------------------------------------------------- | ---------------------------------------------------- |
| Temperatura máxima media (°C)                        | 27                                                   | 27                                                   | 28                                                   | 29                                                   | 30                                                   | 31                                                   | 31                                                   | 31                                                   | 30                                                   | 29                                                   | 28                                                   | 27                                                   | 29                                                   |
| Temperatura mínima media (°C)                        | 21                                                   | 21                                                   | 22                                                   | 23                                                   | 24                                                   | 25                                                   | 24                                                   | 24                                                   | 24                                                   | 23                                                   | 22                                                   | 21                                                   | 23                                                   |
| Precipitaciones (mm)                                 | 333                                                  | 267                                                  | 183                                                  | 94                                                   | 91                                                   | 140                                                  | 152                                                  | 168                                                  | 201                                                  | 394                                                  | 394                                                  | 401                                                  | 2.858                                                |
| Fuente: Weatherbase                                  |                                                      |                                                      |                                                      |                                                      |                                                      |                                                      |                                                      |                                                      |                                                      |                                                      |                                                      |                                                      |                                                      |

## Atractivos
A esta ciudad, también conocida como "La Novia de Honduras", se le es considerada como la ciudad del país con mayor cantidad de centros de entretenimientos per cápita, a esta ciudad asisten una gran cantidad de turistas sobre todo durante la celebración de sus fiestas en honor a San Isidro, que se celebra el tercer sábado de mayo, cuando se realiza el conocido carnaval.

## Economía
La Ceiba es la segunda ciudad portuaria más importante después de Puerto Cortés. Su economía se compone principalmente del comercio y la agricultura. La piña es el principal producto de exportación de la ciudad. Su mayor productor es Standard Fruit Company, una subsidiaria de Dole Food Company, que opera en todo el norte de Honduras y tiene su sede en La Ceiba.

### Agricultura y ganadería
Entre los principales cultivos de este municipio están la caña de azúcar, el banano, el maíz, el arroz y el plátano. La ganadería del municipio se basa en el ganado ovino, bovino y porcino.

## Política
| Puesto      | Funcionario                       | Partido político       |
| ----------- | --------------------------------- | ---------------------- |
| Alcalde     | Bader Abraham Dip Alvarado        | Partido Liberal        |
| Vicealcalde | Alejandro Antonio Canelas Cardona | Partido Liberal        |
| Regidora 1  | Vilma Esperanza Bonanno Zaldívar  | Partido Liberal        |
| Regidor 2   | Gustavo Alonso Irías Irías        | Partido Liberal        |
| Regidor 3   | Mauricio Cálix Ceballos           | Partido Nacional       |
| Regidor 4   | Jerry Francisco Sabio Amaya       | Partido Liberal        |
| Regidor 5   | Remberto Alexander Zavala Bozales | Partido Nacional       |
| Regidor 6   | Mario Roger Pérez Terán           | Libertad y Refundación |
| Regidora 7  | Melissa Soe Moncada Martínez      | Partido Liberal        |
| Regidor 8   | Óscar René García Hynds           | Partido Nacional       |
| Regidor 9   | Germán Leonel Cruz Paz            | Libertad y Refundación |
| Regidora 10 | Alba Estela Zepeda Pinto          | Partido Liberal        |

## Símbolos

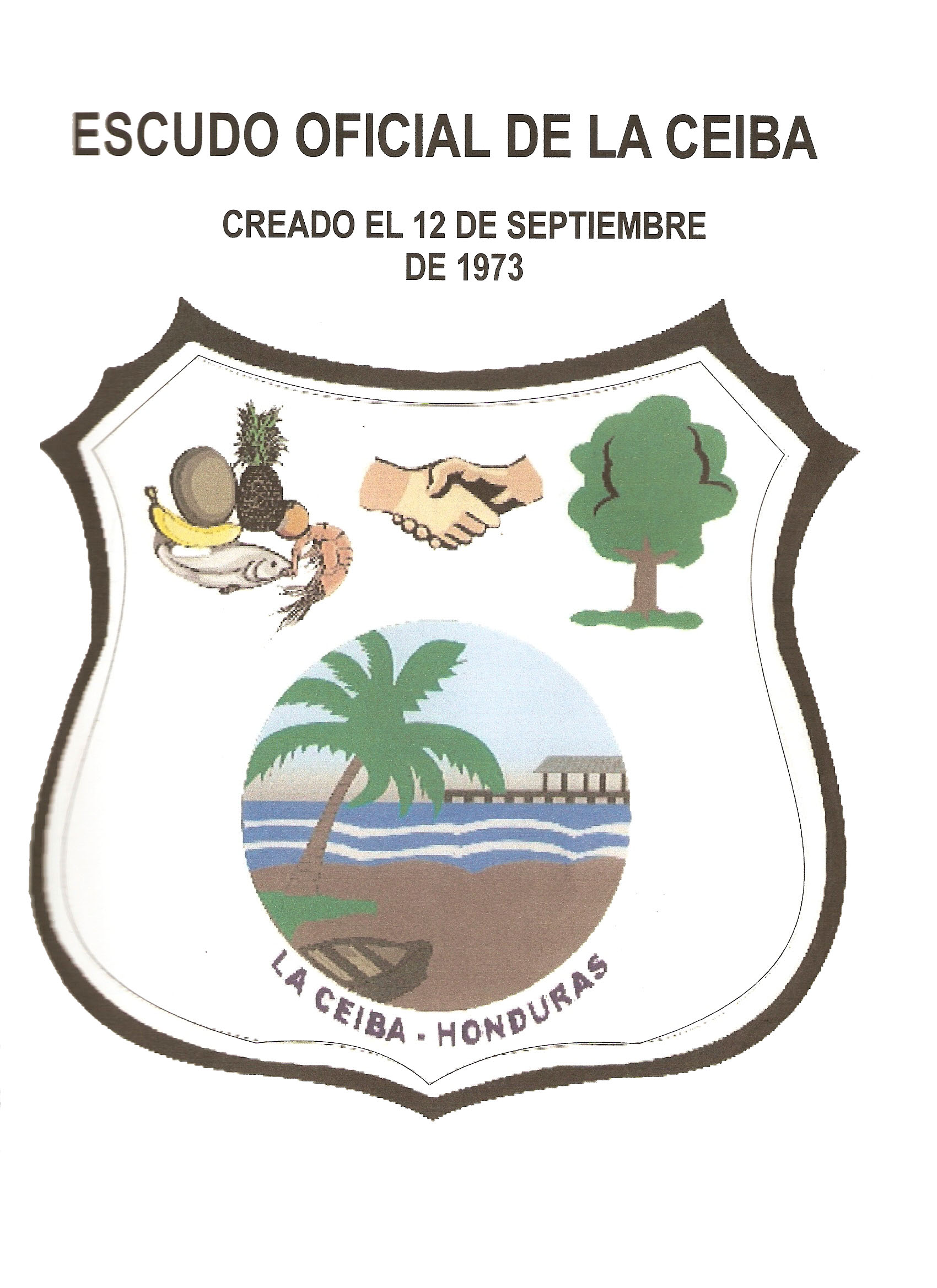
Escudo de la ciudad de La Ceiba.

Representa las características peculiares de la ciudad: Agropecuarias, Turísticas, Laboriosas, Artesanales y Amabilidad del noble pueblo Ceibeño.
- A. El Óvalo, dos franjas rosado y blanco que representan los colores patrios del Pabellón Nacional de Honduras, nuestro cielo azul y nuestros mares Atlántico y Pacífico.
- B. La Unión de Manos, representa la idiosincrasia, amabilidad, educación, amistad y todo lo bueno y noble que hace a los ceibeños muy diferentes.
- C. El árbol de Ceiba (Ceibón), de donde proviene su nombre, que bajo sus sombras se refrescaban después de la labor diaria sus primeros ciudadanos.
- D. Los cítricos y mariscos que representan su riqueza natural, de igual forma, en lo económico y forma de vida de su pueblo.
- E. El Círculo, representa el puerto que son, los paisajes turísticos de nuestras costas, también se inmortaliza sumuelle fiscal, que ha sido y será siempre fuente de trabajo y desarrollo de esta ciudad, el Cayuco como medio motriz del agua que aparte de representar lo típico y artesanal es instrumento de trabajo de cierta etnia de su población.
- F. El Círculo con el paisaje antes descrito tiene mucha representatividad de las características peculiares de La Ceiba, y se podrían dar muchos y diversos detalles de su contenido.

## Turismo
La Ceiba ha sido conocida desde hace mucho tiempo como la capital turística de Honduras, debido a su proximidad a la playa, la actividad de vida nocturna, una variedad de parques y áreas recreativas dentro y alrededor de la ciudad. Otro factor que contribuye al turismo de la ciudad es el puerto de la ciudad. Ofrece servicios de ferry a the Bay Islands/Islas de la Bahía, en el Caribe. Los ferries desde este puerto también ofrecen servicio diario a las principales islas de Utila y Roatán.
Semana Santa es uno de los más concurridos de la ciudad temporadas turísticas. Durante esta semana, turistas de todo el país acuden en masa a la ciudad para disfrutar de su sol, playa y una vida nocturna muy activa. Durante esa semana se realiza el Carnaval antes del Miércoles de Ceniza.
Después del desfile, los lugareños y turistas tienen una celebración por ese mismo camino, donde los puestos venden comida, cerveza, bebidas y suvenires.

### Lugares y actividades turísticas
Carnaval
La Ceiba es conocida a nivel centroamericano por su Feria Isidra (su actual Reina, Ana Sosa), la cual se lleva a cabo en el mes de mayo y culmina con el Gran carnaval internacional de la Amistad en el tercer sábado del mes. La avenida principal se convierte en una gigantesca pista de baile, donde la gente se divierte al ritmo de la música caribeña. Aún sin carnaval, el ambiente festivo se mantiene a lo largo de todo el año en la "zona viva," con sus discotecas y bares de diferentes tipos.
El Refugio de Vida Silvestre de Cuero y Salado
Es un área protegida, ubicado en el triángulo que forman los ríos de Cuero y Salado, con canales secos y fluviales entre el municipio de La Masica y San Francisco donde se aprecian animales en su estado natural y aves muy interesantes para los humedales, confundidos en la vasta vegetación. Aquí se brinda protección a unas 35 especies de animales, incluyendo al manatí o vaca marina, jaguares, monos cara blanca, lagartos, etc. Con algo de suerte es posible divisar un hermoso manatí, especie en peligro de extinción y que aquí ha encontrado un lugar seguro para vivir.
Playas
Las playas del mar Caribe en La Ceiba, constituyen otro punto muy atractivo, bordean toda la parte norte de la ciudad y a pocos minutos se encuentran las playas de Perú ubicadas en el municipio de Jutiapa y La Ceiba, así como las de Corozal y Sambo Creek donde se asientan las poblaciones garífunas que conservan su lengua y cultura afrocaribeña.
Excursiones y visitas científicas
En La Ceiba encontrará muchos lugares interesantes para realizar paseos, excursiones y visitas científicas. Se recomienda la contratación de operadores de turismo. Sin embargo, las visitas a los parques nacionales y la práctica del ráfting deben hacerse en compañía de especialistas que le instruirán en su recorrido.
Parque nacional Pico Bonito
El más diverso parque nacional de Honduras y el segundo en extensión ubicado en el Municipio de El Porvenir y cerca de la ciudad de La Ceiba, su terreno varía en altitud desde el nivel del mar hasta los 7300 pies snm dando lugar a la existencia de varios tipos de bosque (nublado, lluvioso tropical y seco). Debido a sus variados hábitat y ecosistemas es el hogar de una gran cantidad de especies animales.
Banco de Germoplasma
Sitio de interés turístico y científico, en este jardín se puede encontrar una gran variedad de plantas frutales, condimentarias y maderables propias del trópico húmedo.
Museo de Mariposas y otros Insectos
El museo más grande de Honduras, que se encuentra en el Campus UNAH-CURLA con insectos coleccionados tanto por la Académicos y por el Sr. Robert Lehman. En él encontrará más de 11 000 ejemplares que incluyen: 2200 ejemplares de mariposas hondureñas, 2400 insectos exóticos de Honduras, alacranes, tarántulas, ciempiés, milpiés, escarabajos y el Alacrán Emperador de África (el alacrán más grande del mundo).
Río Zacate
Ubicado en la reserva del parque nacional Pico Bonito, es uno de los mejores lugares de La Ceiba, para disfrutar de las caídas de agua y darse un refrescante baño en cualquiera de sus pozas.
Cuenca río Cangrejal
De los mejores ríos de Centroamérica para la práctica del balsismo o canotaje, con rápidos de clase 2, 3 y 4. Podrá apreciar el fascinante paisaje montañoso de la selva tropical hondureña o tener un contacto directo con ella caminando por los senderos.
Río María
Ideal para día de campo, para llegar a sus pozas de agua cristalina y fresca deberá caminar unos minutos por la selva húmeda, disfrutando de una incomparable vista al océano y los Cayos Cochinos.
Los Chorros
Los Chorros es uno de los balnearios más populares de la ciudad. Está conformado por una serie de pozas y caídas de agua desde donde se puede apreciar una variedad de aves, lo que hace de la zona algo paradisíaco.
Aldeas garífunas Sambo Creek y Corozal
Visite estas dos aldeas, conozca la vida de los garífunas y disfrute de su comida típica: machuca, cazabe, pescado frito, sopa de caracol, diversas bebidas a base de aguardiente, su alegre música y el baile punta.
Playa Perú
Amplia faja de arena ubicada a 10 km de la ciudad bordeando las cálidas aguas del mar Caribe, ideal para paseos y deportes acuáticos.
Laguna Cacao

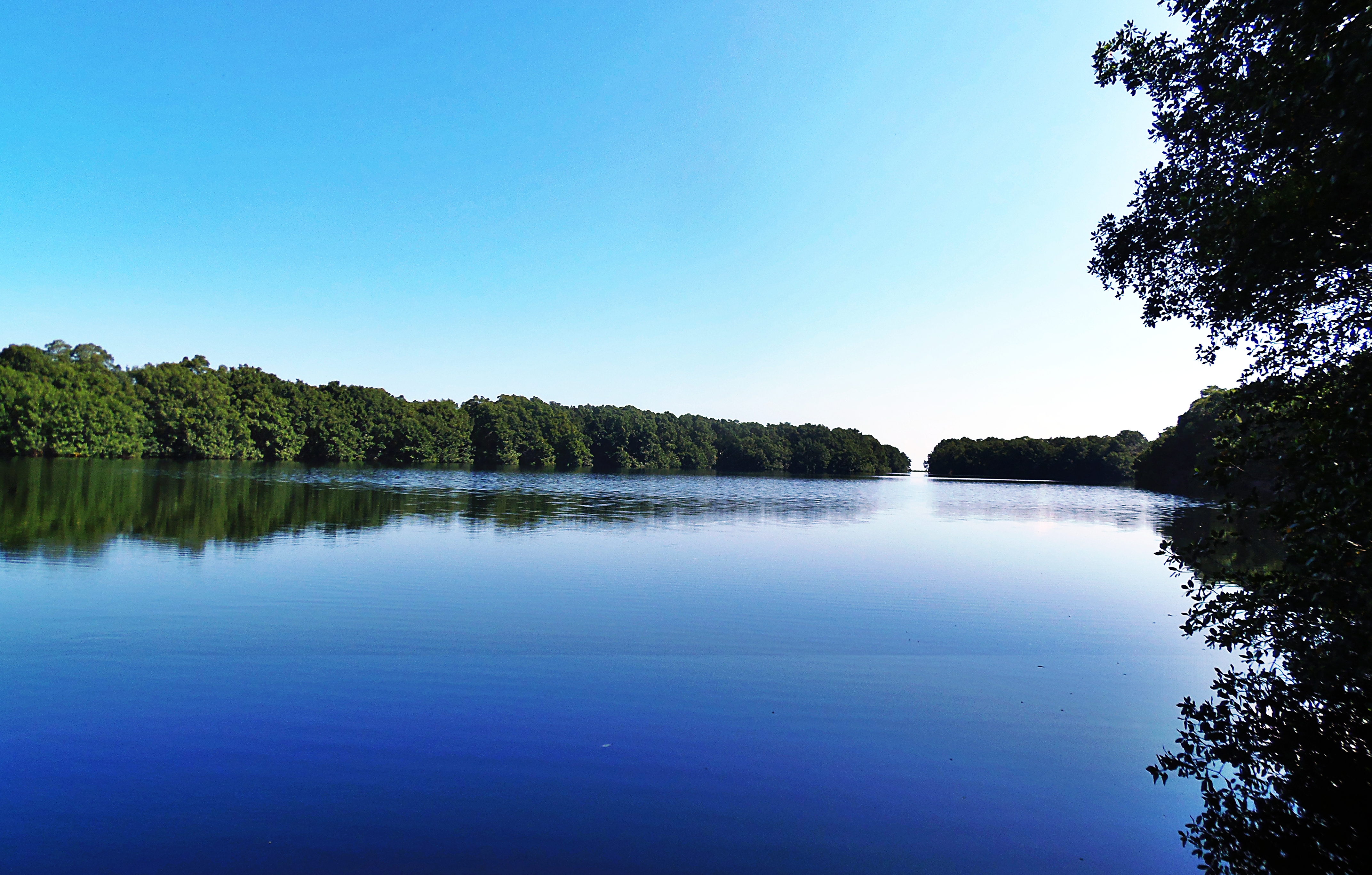
Laguna El Cacao.

Localizada en la comunidad de El Cacao municipio de Jutiapa (pero que desde La Ceiba se puede partir a tal destino turístico), aproximadamente a 24 km al este de la ciudad. Esta laguna ubicada al lado del mar está totalmente rodeada por manglares, en la zona se pueden observar una gran variedad de aves, así como manadas de monos "aulladores" y "cara blanca".
Cayos Cochinos
Desde la parte noreste de la ciudad, se pueden observar los cayos Cochinos.
En estos cayos es el único lugar que puedes encontrar Boa Rosada,
Canopy en el río Cangrejal
Deporte extremo de moda, aprecie la jungla desde la copa de los árboles y sienta la libertad de volar.
Ráfting en el río Cangrejal
Excelentes rápidos para este deporte. Siendo La Ceiba la capital ecoturística del país por sus diversas actividades, a pesar de su riqueza natural hay gran depredación de recursos naturales (recurso minero no metálico, fauna, flora, etc) y una gran presión de crecimiento habitacional y comercial hacia las áreas protegidas. Esta situación se agrava puesto que el municipio no cuenta con un plan de ordenamiento territorial, que debido al ritmo de crecimiento es cada vez más urgente.
Así pues, debido a cada vez más propaganda como atractivo ecoturístico, es mayor la responsabilidad de las autoridades edilicias para que el control ambiental sea fortalecido y se trabaje de manera mancomunada con las organizaciones ambientales existentes en la zona.

## Transporte
La Ceiba es accesible por aire, tierra y mar. Posee un aeropuerto con capacidad para recibir naves de muchos tamaños, para mayor información consulte a su agencia de viajes favorita. Puedes Viajar directo 
Desde 
El Salvador , Nicaragua y Guatemala 
Las carreteras que comunican a la ciudad con el resto del país son mantenidas en buen estado debido a la importancia comercial de la zona, existen compañías de transporte terrestre que salen diariamente hacia Honduras desde Guatemala, El Salvador, Nicaragua, Costa Rica y Panamá.
El Muelle de Cabotaje recibe diariamente embarcaciones de carga y de pasajeros procedentes del departamento de Islas de la Bahía que es un viaje fácil y económico.

### Aeropuerto

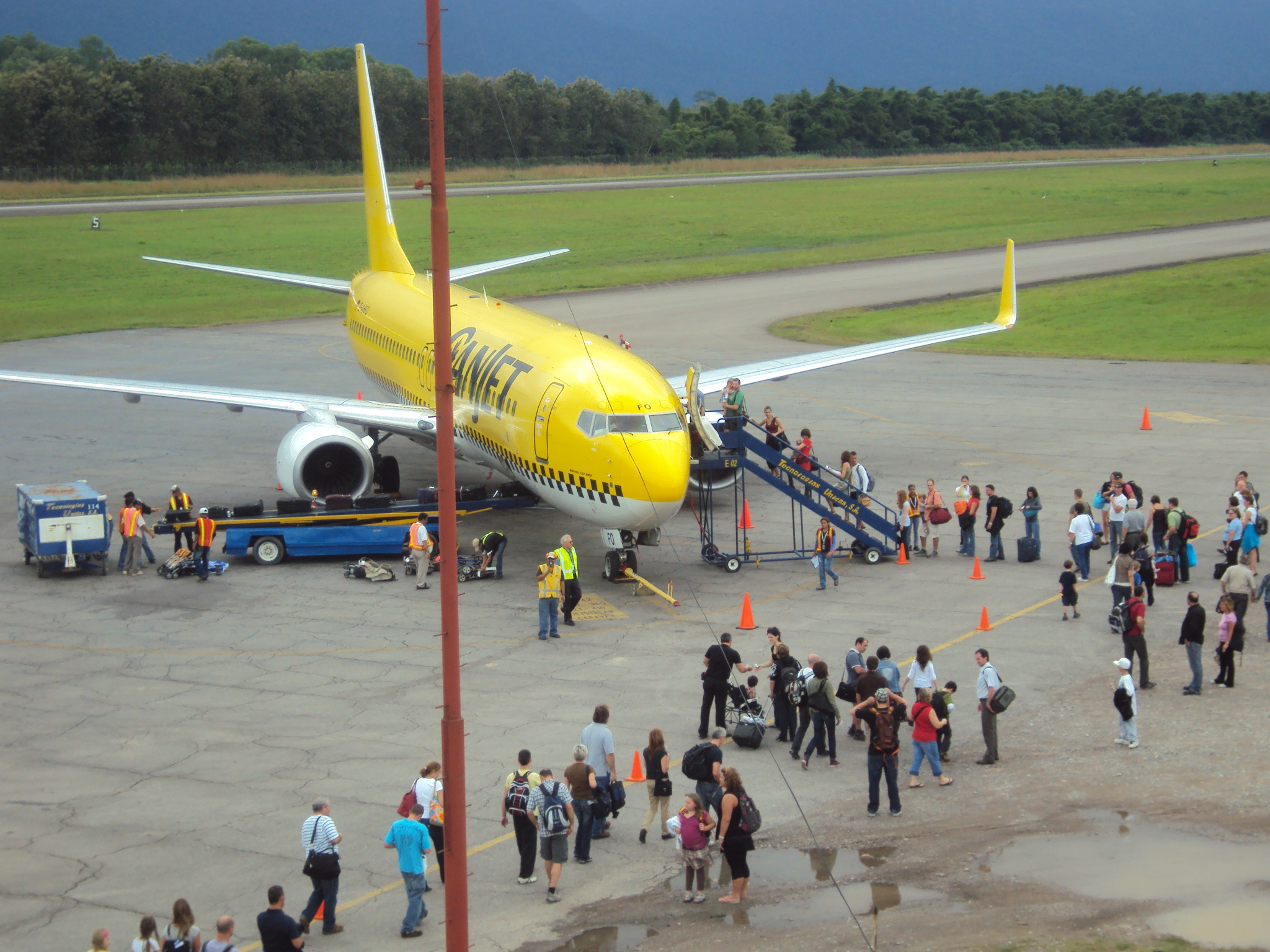
Avión de la Aerolínea Canjet en La Ceiba

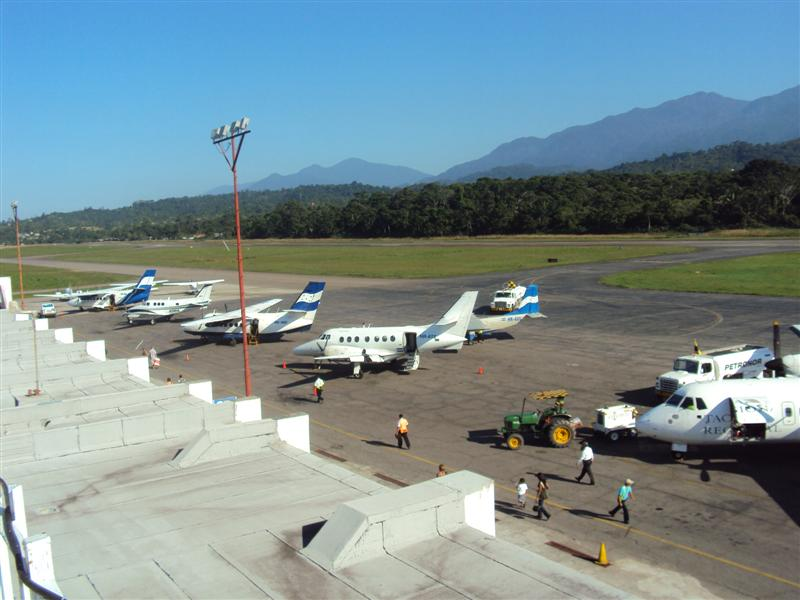
Pista del Aeropuerto Golosón

La ciudad de La Ceiba cuenta con el Aeropuerto Golosón, este posee la pista de aterrizaje más larga de Honduras y es considerado el aeropuerto de más operaciones del país debido a su ubicación estratégica en el Caribe hondureño.
El Aeropuerto Golosón es la base de la mayorías de las Aerolíneas domésticas del país como Isleña Airlines, Aerolíneas Sosa y Lanhsa y en temporadas se reciben vuelos provenientes de Canadá.
Estas vuelan desde y hacia La Ceiba a diversos destinos nacionales:
- Tegucigalpa
- San Pedro Sula
- Roatán
- Utila
- Guanaja
- Puerto Lempira
- Brus Laguna

En destinos internacionales existen excelentes conexiones diarias a los aeropuertos Ramón Villeda Morales en San Pedro Sula y Toncontín en Tegucigalpa, En octubre de 2009 llegó el primero vuelo oficial regular proveniente de la Gran Caimán operado por la Aerolíneas Cayman Airways, en el 2010 la Cámara de Turismo de La Ceiba está trabajando en una campaña para atraer aerolíneas directas a La Ceiba.

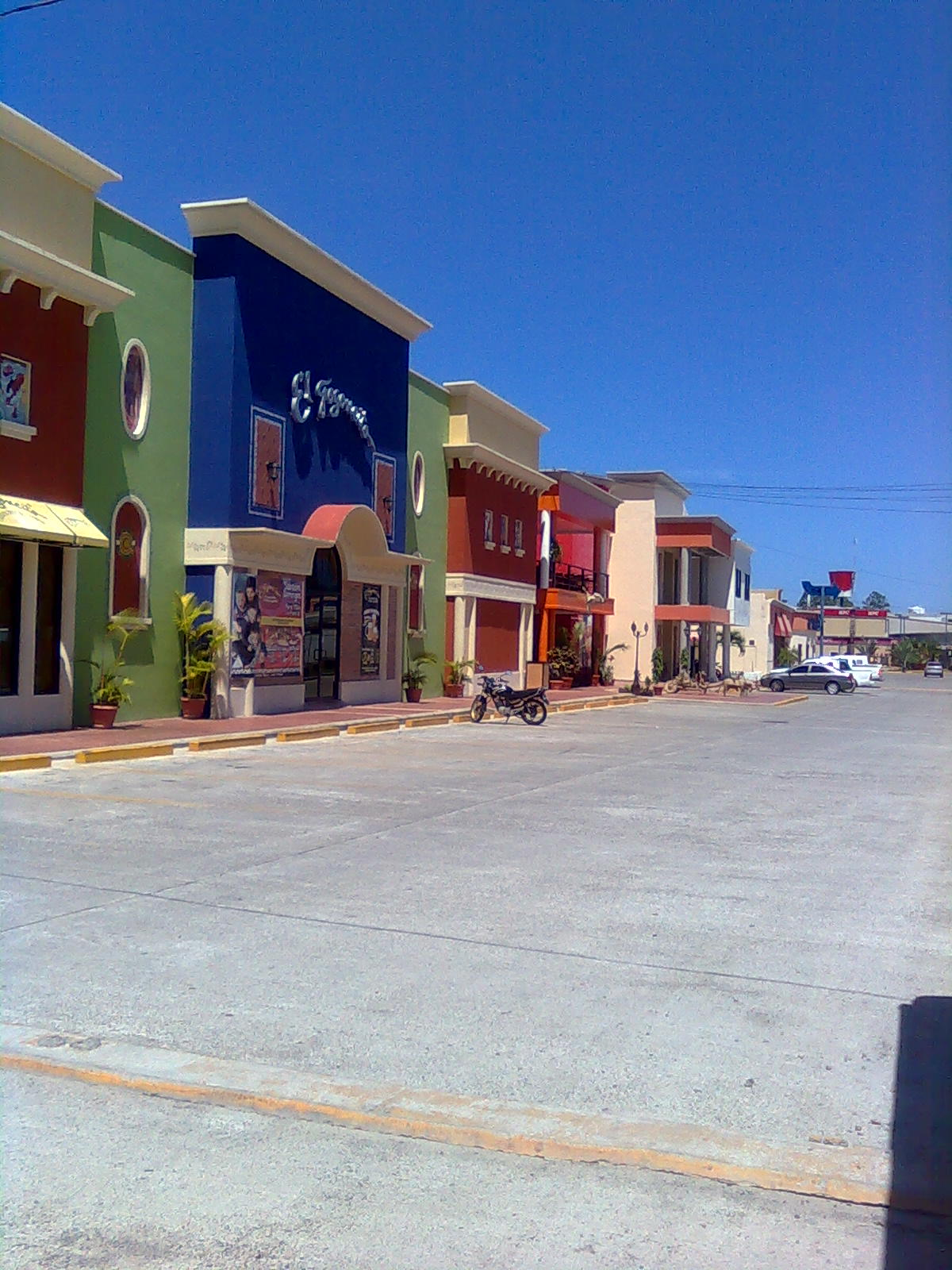
Área sur del Centro Comercial Plaza Premier

## Educación

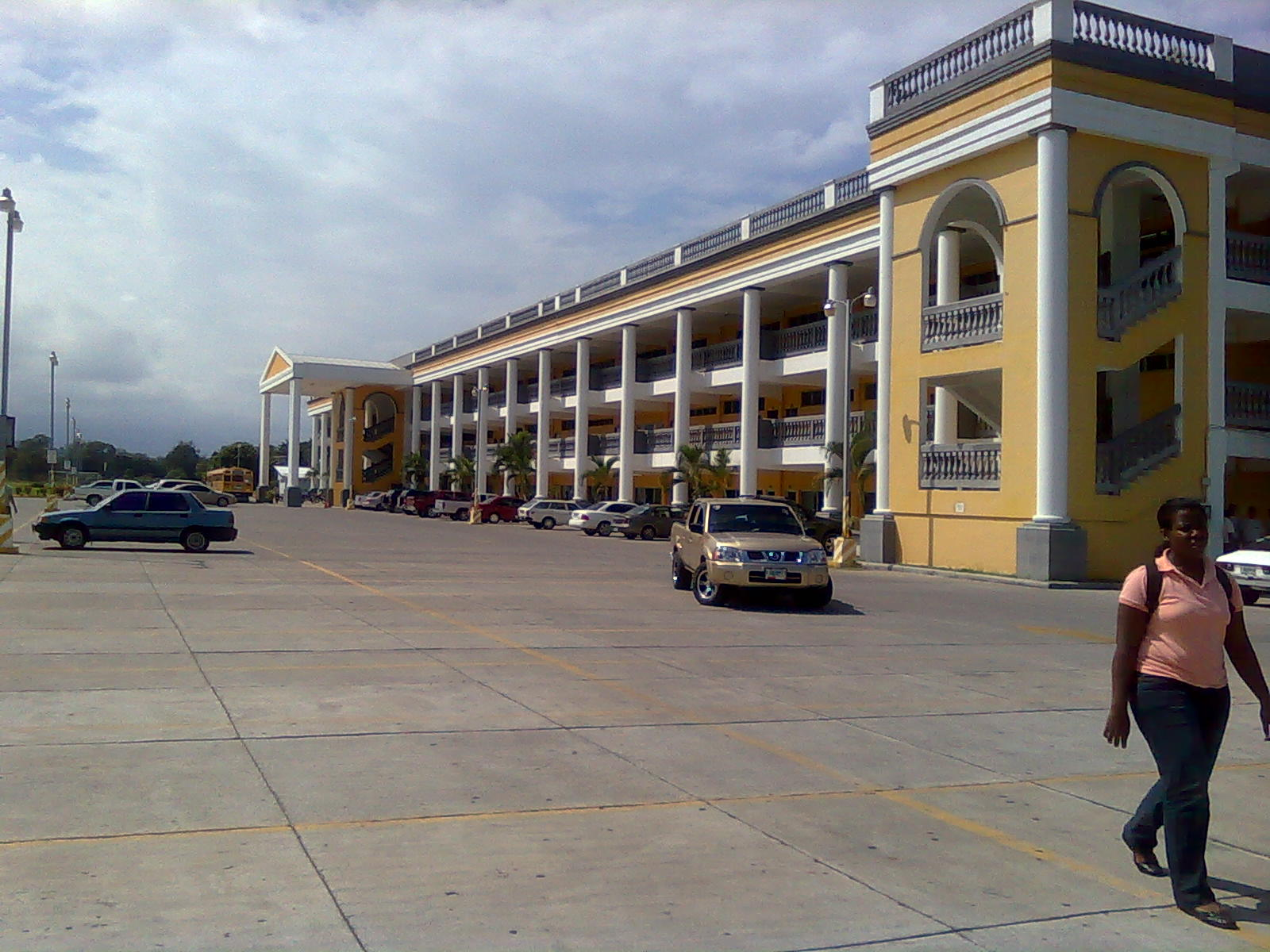
Vista del campus de la Universidad Tecnológica de Honduras (UTH).

La Ceiba es el hogar de muchas escuelas públicas. Entre las más grandes se encuentra la Escuela Francisco Morazán a lo largo de la Avenida San Isidro, que se considera la calle principal de la ciudad. El Instituto Manuel Bonilla es la escuela secundaria pública más grande de la ciudad, con más de 5,000 estudiantes registrados.
También hay muchas escuelas privadas en La Ceiba. Varias escuelas privadas de educación bilingüe ofrecen instrucción tanto en español como en inglés. La mayoría de estos ofrecen un Diploma de Bachillerato Hondureño (equivalente al diploma de educación secundaria), mientras que Mazapan School ofrece también un diploma de escuela secundaria acreditado en los Estados Unidos. Estas escuelas generalmente ofrecen los grados 1 al 11/12, y algunas ofrecen educación preescolar.
La primera universidad de la ciudad fue el Centro Universitario Regional del Litoral Atlántico (a menudo llamado CURLA). Es una universidad pública dirigida por la Universidad Nacional Autónoma de Honduras (UNAH).
La primera universidad privada que abrió en la ciudad fue la Universidad Tecnológica de Honduras (UTH), que abrió en 1995. En ese momento, la universidad ofrecía solo clases nocturnas, utilizando las aulas de una escuela secundaria privada local. En 2002, la universidad construyó su propio campus. También marcó la apertura de la Universidad Católica de Honduras, dirigida por la iglesia católica. Además, en 2008 se inició el desarrollo de un nuevo campus en La Ceiba para la Universidad Tecnológica Centroamericana – UNITEC.

## Deportes
La Ceiba es sede de dos equipos de Liga Nacional de Fútbol de Honduras: el Club Deportivo y Social Vida y el Club Deportivo Victoria el cual es motivo de orgullo para aquella población ceibeña que gusta de tal deporte. El vida suma dos campeonatos y tres subcampeonatos y el Club Deportivo Victoria suma un campeonato y dos subcampeonatos. También han sido aportadores de grandes jugadores a todo el fútbol catracho y a la selección de fútbol de Honduras. Juegan sus partidos de local en el Estadio Ceibeño con capacidad para 17,000 espectadores.